# جوناثان كاروانا
جوناثان كاروانا (بالإنجليزية: Jonathan Caruana)‏ هو لاعب كرة قدم مالطي في مركز الدفاع، ولد في 24 يوليو 1986 في باولا في مالطا. شارك مع منتخب مالطا تحت 17 سنة لكرة القدم ومنتخب مالطا تحت 19 سنة لكرة القدم ومنتخب مالطا تحت 21 سنة لكرة القدم ومنتخب مالطا لكرة القدم. أما مع النوادي، فقد لعب مع نادي فاليتا ونادي هيبرنيانز.

## وصلات خارجية
- جوناثان كاروانا على موقع الاتحاد الأوربي (الإنجليزية)
- جوناثان كاروانا على موقع قاعدة بيانات كرة القدم.إي يو (الإنجليزية)
- جوناثان كاروانا على موقع ناشيونال فوتبول تيمز (الإنجليزية)
- جوناثان كاروانا على موقع Soccerway.com (الإنجليزية)